# Tiếng Cebu
Tiếng Cebu, tiếng Cebuano, và cũng được gọi một cách không chính xác là tiếng Bisaya (phát âm tiếng Cebuano: [bisəˈjaʔ]) hay Binisayâ (phát âm tiếng Cebuano: [bɪniːsəˈjaʔ]) là một ngôn ngữ Nam Đảo được nói tại Philippines bởi chừng 20 triệu người, chủ yếu tại Trung Visayas, Đông Negros, miền tây Đông Visayas và đa phần Mindanao. Đây là ngôn ngữ phổ biến nhất trong nhóm ngôn ngữ Visaya.
Đây là một trong các bản ngữ lớn nhất tại Philippines dù không chính thức được dạy tại trường học cho tới năm 2012. Nó là lingua franca tại phần lớn miền nam Philippines. Cái tên Cebu (hay Cebuano) xuất phát từ hòn đảo Cebu, nơi ngôn ngữ này bắt nguồn. Tiếng Cebu còn là một ngôn ngữ nổi trội tại Tây Leyte, nhất là Ormoc và khu vực xung quanh, dù cư đây tại đây gọi tiếng Cebu với những tên như "Ormocano" ở Ormoc và "Albuerahano" ở Albuera.

## Phân bố
Tiếng Cebu được nói trên đảo Cebu và 167 đảo và đảo nhỏ lân cận, Bohol và Siquijor, đông Negros (toàn Negros Oriental và đông bắc Negros Occidental), nam Masbate, nhiều nơi tại Leyte, Biliran, một phần Samar và đa phần Mindanao (đảo lớn thứ nhì Philippines). Hơn nữa, "một số lớn dân đô thị tại Zamboanga, Davao và Cotabato nói tiếng Cebu". Tiếng Cebu có nhiều tên gọi. Người Cebu trên đảo Cebu gọi nó là "Cebuano", người ở Bohol gọi nó là "Boholano/Bol-ano", còn tại Leyte họ gọi phương ngữ ở đây là Kana. Người ở Mindanao và Luzon dùng Binisaya hay Bisaya để chỉ tiếng Cebu.

## Ngữ âm

### Nguyên âm
Bên dưới là hệ thống nguyên âm tiếng Cebu (kí tự chữ viết ở trong ngoặt):
|       | Trước | Giữa  | Sau   |
| ----- | ----- | ----- | ----- |
| Đóng  | i (i) |       | u (u) |
| Trung | ɛ (e) |       | o (o) |
| Mở    |       | a (a) |       |

- /a/ là nguyên âm không làm tròn trước mở, tương đương "a" tiếng Việt.
- /ɛ/ là nguyên âm không làm tròn trước nửa mở, tương đương "e" tiếng Việt.
- /i/ là nguyên âm không làm tròn trước đóng, tương đương "i" tiếng Việt.
- /o/ là nguyên âm làm tròn sau nửa đóng, tương đương "ô" tiếng Việt.
- /u/ là nguyên âm làm tròn sau đóng, tương đương "u" tiếng Việt.

Đôi khi, a được phát âm là nguyên âm không làm tròn sau nửa mở /ʌ/; e và i như nguyên âm không làm tròn gần trước gần đóng /ɪ/; và o và u như nguyên âm làm tròn sau nửa mở /ɔ/ hoặc nguyên âm làm tròn gần sau gần đóng /ʊ/.
Thời tiền thuộc địa, tiếng Cebu chỉ có ba nguyên âm: /a/, /i/ và /u/. Số nguyên âm tăng lên năm sau khi người dân tiếp nhận tiếng Tây Ban Nha. Do đó, o và e vẫn chủ yếu là những tha âm. Chúng có thể thay thế với những u và i mà không làm thay đổi nghĩa của từ. Từ mượn, ngược lại, có cách phát âm nghiêm ngặt hơn (ví dụ dyip, "jeepney" từ "jeep" tiếng Anh, không bao giờ được viết hay đọc là dyep).

### Phụ âm
Ở hệ thống phụ âm tiếng Cebu, tất cả âm tắc đều không bật hơi. Âm mũi ngạc mềm /ŋ/ xuất hiện ở tất cả vị trí của từ, gồm cả vị trí đầu (ngano, "tại sao"). Âm tắc thanh hầu /ʔ/ thường gặp nhất ở giữa hai nguyên âm, nhưng cũng xuất hiện ở tất cả vị trí. Như tiếng Tagalog, âm tắc thanh hầu thường không được viết ra. Khi được chỉ rõ, nó thường được viết như một dấu gạch ngang hoặc một dấu apostrophe (to-o hat to'o, "[bên] phải"). Có khi nó được thể hiện bởi một dấu mủ đều cả âm tắc thanh hầu và trọng âm đều nằm ở nguyên âm cuối (basâ, "ướt"); hay một dấu huyền nếu chỉ âm tắc thanh hầu nằm ở nguyên âm cuối, còn trọng âm nằm ở âm tiết gần cuối (batà, "đứa trẻ").
Bên dưới là hệ thống phụ âm tiếng Cebu (kí tự chữ viết ở trong ngoặt):
|                 | Đôi môi | Đôi môi | Răng  | Răng  | Vòm           | Vòm       | Ngạc mềm | Ngạc mềm | Thanh hầu    | Thanh hầu |
| --------------- | ------- | ------- | ----- | ----- | ------------- | --------- | -------- | -------- | ------------ | --------- |
| Mũi             |         | m (m)   |       | n̪ (n) |               |           |          | ŋ (ng)   |              |           |
| Tắc             | p (p)   | b (b)   | t̪ (t) | d̪ (d) |               |           | k (k)    | g (g)    | ʔ (see text) |           |
| Xát             |         |         | s̪ (s) |       |               |           |          |          | h (h)        |           |
| Tắc xát         |         |         |       |       | t͡ʃ (ch/ty/ts) | d͡ʒ (j/dy) |          |          |              |           |
| Tiếp cận (Cạnh) |         |         |       |       |               | j (y)     |          | w (w)    |              |           |
| Tiếp cận (Cạnh) |         |         | l̪ (l) |       |               |           |          |          |              |           |
| Vỗ              |         |         |       | ɾ̪ (r) |               |           |          |          |              |           |

### Nhấn âm
Dấu trọng âm dùng để phân biệt những từ mà ý nghĩa thay đổi tùy theo âm được nhấn (dápit nghĩa là "nơi", còn dapit nghĩa là "mời").